# Quatrième circonscription de l'Hérault
La quatrième circonscription de l'Hérault est l'une des neuf circonscriptions législatives françaises que compte le département de l'Hérault (34), situé en région Occitanie.

## Description géographique et démographique

### De 1958 à 1986
Le département avait cinq circonscriptions.
La quatrième circonscription de l'Hérault était composée de :
- canton d'Agde
- canton de Bédarieux
- canton de Béziers-1
- canton de Murviel-lès-Béziers
- canton d'Olargues
- canton de Saint-Gervais-sur-Mare
- canton de Servian

Source : Journal Officiel du 13-14 Octobre 1958.

### Depuis 1988
La quatrième circonscription de l'Hérault a été créée par le découpage électoral de la loi no 86-1197 du 24 novembre 1986
, et regroupait les divisions administratives suivantes : 
- Canton d'Aniane
- canton du Caylar
- canton de Claret (moins les communes de Garrigues et Campagne)
- canton de Clermont-l'Hérault
- canton de Ganges
- canton de Gignac
- canton de Lodève
- canton de Lunas
- canton des Matelles
- canton de Montpellier-8
- canton de Pignan
- canton de Saint-Martin-de-Londres.

Depuis l'ordonnance no 2009-935 du 29 juillet 2009, ratifiée par le Parlement français le 21 janvier 2010, elle regroupe les divisions administratives suivantes : Cantons de Aniane, Le Caylar, Claret (moins les communes de Garrigues et Campagne), Ganges, Gignac, Lodève, Les Matelles, Mèze, Saint-Martin-de-Londres.
Après le redécoupage des cantons de 2014, la Quatrième circonscription englobe une partie du canton de Mèze, la grande partie des cantons de Lodève et de Saint-Gély-du-Fesc, le canton de Gignac ainsi que la commune de Gigean (canton de Frontignan). 
D'après le recensement général de la population en 2022, réalisé par l'Institut national de la statistique et des études économiques (INSEE), la population totale de cette circonscription est estimée à 152810 habitants,.

| Nom                                      | Code Insee | Intercommunalité                         | Superficie (km2) | Population (dernière pop. légale) | Densité (hab./km2) |
| ---------------------------------------- | ---------- | ---------------------------------------- | ---------------- | --------------------------------- | ------------------ |
| Agonès                                   | 34005      | CC des Cévennes gangeoises et suménoises | 4,16             | 312 (2022)                        | 75                 |
| Aniane                                   | 34010      | CC Vallée de l'Hérault                   | 30,34            | 2 956 (2022)                      | 97                 |
| Argelliers                               | 34012      | CC Vallée de l'Hérault                   | 50,29            | 971 (2022)                        | 19                 |
| Arboras                                  | 34011      | CC Vallée de l'Hérault                   | 6,73             | 104 (2022)                        | 15                 |
| Aumelas                                  | 34016      | CC Vallée de l'Hérault                   | 58,26            | 582 (2022)                        | 10                 |
| Bélarga                                  | 34029      | CC Vallée de l'Hérault                   | 4,13             | 662 (2022)                        | 160                |
| Bouzigues                                | 34039      | CA Sète Agglopôle Méditerranée           | 3,05             | 1 613 (2022)                      | 529                |
| Brissac                                  | 34042      | CC des Cévennes gangeoises et suménoises | 44,13            | 592 (2022)                        | 13                 |
| Campagnan                                | 34047      | CC Vallée de l'Hérault                   | 3,75             | 719 (2022)                        | 192                |
| Causse-de-la-Selle                       | 34060      | CC du Grand Pic Saint-Loup               | 45,19            | 443 (2022)                        | 9,8                |
| Cazevieille                              | 34066      | CC du Grand Pic Saint-Loup               | 16,21            | 228 (2022)                        | 14                 |
| Cazilhac                                 | 34067      | CC des Cévennes gangeoises et suménoises | 11,69            | 1 583 (2022)                      | 135                |
| Claret                                   | 34078      | CC du Grand Pic Saint-Loup               | 28,27            | 1 697 (2022)                      | 60                 |
| Combaillaux                              | 34082      | CC du Grand Pic Saint-Loup               | 9,06             | 1 961 (2022)                      | 216                |
| Ferrières-les-Verreries                  | 34099      | CC du Grand Pic Saint-Loup               | 17,42            | 46 (2022)                         | 2,6                |
| Fontanès                                 | 34102      | CC du Grand Pic Saint-Loup               | 8,18             | 355 (2022)                        | 43                 |
| Fozières                                 | 34106      | CC Lodévois et Larzac                    | 5,43             | 193 (2022)                        | 36                 |
| Ganges                                   | 34111      | CC des Cévennes gangeoises et suménoises | 7,16             | 3 854 (2022)                      | 538                |
| Gigean                                   | 34113      | CA Sète Agglopôle Méditerranée           | 16,56            | 6 559 (2022)                      | 396                |
| Gignac                                   | 34114      | CC Vallée de l'Hérault                   | 29,85            | 6 713 (2022)                      | 225                |
| Gorniès                                  | 34115      | CC des Cévennes gangeoises et suménoises | 29,31            | 107 (2022)                        | 3,7                |
| Jonquières                               | 34122      | CC Vallée de l'Hérault                   | 2,05             | 588 (2022)                        | 287                |
| La Boissière                             | 34035      | CC Vallée de l'Hérault                   | 24,45            | 1 054 (2022)                      | 43                 |
| Lagamas                                  | 34125      | CC Vallée de l'Hérault                   | 4,52             | 110 (2022)                        | 24                 |
| Laroque                                  | 34128      | CC des Cévennes gangeoises et suménoises | 6,63             | 1 670 (2022)                      | 252                |
| Lauret                                   | 34131      | CC du Grand Pic Saint-Loup               | 6,67             | 621 (2022)                        | 93                 |
| Lauroux                                  | 34132      | CC Lodévois et Larzac                    | 26,42            | 208 (2022)                        | 7,9                |
| Le Bosc                                  | 34036      | CC Lodévois et Larzac                    | 28,13            | 1 406 (2022)                      | 50                 |
| Le Cros                                  | 34091      | CC Lodévois et Larzac                    | 22,45            | 57 (2022)                         | 2,5                |
| Le Caylar                                | 34064      | CC Lodévois et Larzac                    | 22,08            | 462 (2022)                        | 21                 |
| Le Pouget                                | 34210      | CC Vallée de l'Hérault                   | 13,91            | 2 101 (2022)                      | 151                |
| Le Puech                                 | 34220      | CC Lodévois et Larzac                    | 15,86            | 260 (2022)                        | 16                 |
| Les Matelles                             | 34153      | CC du Grand Pic Saint-Loup               | 16,81            | 2 068 (2022)                      | 123                |
| Les Rives                                | 34230      | CC Lodévois et Larzac                    | 23,79            | 151 (2022)                        | 6,3                |
| Les Plans                                | 34205      | CC Lodévois et Larzac                    | 18,12            | 317 (2022)                        | 17                 |
| Le Triadou                               | 34314      | CC du Grand Pic Saint-Loup               | 6,3              | 692 (2022)                        | 110                |
| Lodève                                   | 34142      | CC Lodévois et Larzac                    | 23,17            | 7 202 (2022)                      | 311                |
| Loupian                                  | 34143      | CA Sète Agglopôle Méditerranée           | 16               | 2 179 (2022)                      | 136                |
| Mas-de-Londres                           | 34152      | CC du Grand Pic Saint-Loup               | 19,06            | 673 (2022)                        | 35                 |
| Mèze                                     | 34157      | CA Sète Agglopôle Méditerranée           | 34,59            | 12 711 (2022)                     | 367                |
| Montarnaud                               | 34163      | CC Vallée de l'Hérault                   | 27,53            | 4 186 (2022)                      | 152                |
| Montbazin                                | 34165      | CA Sète Agglopôle Méditerranée           | 21,13            | 2 903 (2022)                      | 137                |
| Montoulieu                               | 34171      | CC des Cévennes gangeoises et suménoises | 16,1             | 183 (2022)                        | 11                 |
| Montpeyroux                              | 34173      | CC Vallée de l'Hérault                   | 22,42            | 1 418 (2022)                      | 63                 |
| Moulès-et-Baucels                        | 34174      | CC des Cévennes gangeoises et suménoises | 22,78            | 855 (2022)                        | 38                 |
| Murles                                   | 34177      | CC du Grand Pic Saint-Loup               | 24,06            | 353 (2022)                        | 15                 |
| Notre-Dame-de-Londres                    | 34185      | CC du Grand Pic Saint-Loup               | 28,15            | 523 (2022)                        | 19                 |
| Olmet-et-Villecun                        | 34188      | CC Lodévois et Larzac                    | 9,55             | 166 (2022)                        | 17                 |
| Pégairolles-de-l'Escalette               | 34196      | CC Lodévois et Larzac                    | 32,13            | 152 (2022)                        | 4,7                |
| Pégairolles-de-Buèges                    | 34195      | CC du Grand Pic Saint-Loup               | 13,35            | 55 (2022)                         | 4,1                |
| Plaissan                                 | 34204      | CC Vallée de l'Hérault                   | 5,79             | 1 610 (2022)                      | 278                |
| Popian                                   | 34208      | CC Vallée de l'Hérault                   | 5,86             | 368 (2022)                        | 63                 |
| Poujols                                  | 34212      | CC Lodévois et Larzac                    | 2,86             | 183 (2022)                        | 64                 |
| Pouzols                                  | 34215      | CC Vallée de l'Hérault                   | 2,96             | 956 (2022)                        | 323                |
| Poussan                                  | 34213      | CA Sète Agglopôle Méditerranée           | 30,08            | 6 540 (2022)                      | 217                |
| Prades-le-Lez                            | 34217      | Montpellier Méditerranée Métropole       | 8,88             | 6 207 (2022)                      | 699                |
| Puéchabon                                | 34221      | CC Vallée de l'Hérault                   | 31,26            | 507 (2022)                        | 16                 |
| Puilacher                                | 34222      | CC Vallée de l'Hérault                   | 2,68             | 644 (2022)                        | 240                |
| Rouet                                    | 34236      | CC du Grand Pic Saint-Loup               | 24,77            | 69 (2022)                         | 2,8                |
| Saint-André-de-Buèges                    | 34238      | CC du Grand Pic Saint-Loup               | 15,26            | 47 (2022)                         | 3,1                |
| Saint-André-de-Sangonis                  | 34239      | CC Vallée de l'Hérault                   | 19,6             | 6 364 (2022)                      | 325                |
| Saint-Bauzille-de-la-Sylve               | 34241      | CC Vallée de l'Hérault                   | 8,63             | 938 (2022)                        | 109                |
| Saint-Bauzille-de-Montmel                | 34242      | CC du Grand Pic Saint-Loup               | 21,52            | 1 212 (2022)                      | 56                 |
| Saint-Bauzille-de-Putois                 | 34243      | CC des Cévennes gangeoises et suménoises | 18,16            | 1 839 (2022)                      | 101                |
| Saint-Clément-de-Rivière                 | 34247      | CC du Grand Pic Saint-Loup               | 12,73            | 5 140 (2022)                      | 404                |
| Saint-Étienne-de-Gourgas                 | 34251      | CC Lodévois et Larzac                    | 19,43            | 520 (2022)                        | 27                 |
| Saint-Félix-de-l'Héras                   | 34253      | CC Lodévois et Larzac                    | 12,92            | 32 (2022)                         | 2,5                |
| Saint-Gély-du-Fesc                       | 34255      | CC du Grand Pic Saint-Loup               | 16,51            | 10 530 (2022)                     | 638                |
| Saint-Guilhem-le-Désert                  | 34261      | CC Vallée de l'Hérault                   | 38,64            | 243 (2022)                        | 6,3                |
| Saint-Guiraud                            | 34262      | CC Vallée de l'Hérault                   | 6,07             | 273 (2022)                        | 45                 |
| Saint-Jean-de-Buèges                     | 34264      | CC du Grand Pic Saint-Loup               | 16,9             | 211 (2022)                        | 12                 |
| Saint-Jean-de-Fos                        | 34267      | CC Vallée de l'Hérault                   | 14,19            | 1 743 (2022)                      | 123                |
| Saint-Jean-de-la-Blaquière               | 34268      | CC Lodévois et Larzac                    | 17,22            | 695 (2022)                        | 40                 |
| Saint-Jean-de-Cuculles                   | 34266      | CC du Grand Pic Saint-Loup               | 9,09             | 532 (2022)                        | 59                 |
| Saint-Martin-de-Londres                  | 34274      | CC du Grand Pic Saint-Loup               | 38,2             | 2 728 (2022)                      | 71                 |
| Saint-Mathieu-de-Tréviers                | 34276      | CC du Grand Pic Saint-Loup               | 21,92            | 4 869 (2022)                      | 222                |
| Saint-Maurice-Navacelles                 | 34277      | CC Lodévois et Larzac                    | 68,6             | 184 (2022)                        | 2,7                |
| Saint-Michel                             | 34278      | CC Lodévois et Larzac                    | 25,4             | 60 (2022)                         | 2,4                |
| Saint-Pargoire                           | 34281      | CC Vallée de l'Hérault                   | 23,77            | 2 438 (2022)                      | 103                |
| Saint-Paul-et-Valmalle                   | 34282      | CC Vallée de l'Hérault                   | 12,72            | 1 367 (2022)                      | 107                |
| Saint-Pierre-de-la-Fage                  | 34283      | CC Lodévois et Larzac                    | 18,6             | 123 (2022)                        | 6,6                |
| Saint-Privat                             | 34286      | CC Lodévois et Larzac                    | 26,9             | 453 (2022)                        | 17                 |
| Saint-Saturnin-de-Lucian                 | 34287      | CC Vallée de l'Hérault                   | 9,83             | 289 (2022)                        | 29                 |
| Saint-Vincent-de-Barbeyrargues           | 34290      | CC du Grand Pic Saint-Loup               | 2,24             | 760 (2022)                        | 339                |
| Sainte-Croix-de-Quintillargues           | 34248      | CC du Grand Pic Saint-Loup               | 6,62             | 970 (2022)                        | 147                |
| Sauteyrargues                            | 34297      | CC du Grand Pic Saint-Loup               | 12,76            | 435 (2022)                        | 34                 |
| Sorbs                                    | 34303      | CC Lodévois et Larzac                    | 20,2             | 39 (2022)                         | 1,9                |
| Soubès                                   | 34304      | CC Lodévois et Larzac                    | 12,35            | 954 (2022)                        | 77                 |
| Soumont                                  | 34306      | CC Lodévois et Larzac                    | 11,04            | 243 (2022)                        | 22                 |
| Tressan                                  | 34313      | CC Vallée de l'Hérault                   | 3,92             | 688 (2022)                        | 176                |
| Usclas-du-Bosc                           | 34316      | CC Lodévois et Larzac                    | 4,51             | 248 (2022)                        | 55                 |
| La Vacquerie-et-Saint-Martin-de-Castries | 34317      | CC Lodévois et Larzac                    | 43,05            | 202 (2022)                        | 4,7                |
| Vacquières                               | 34318      | CC du Grand Pic Saint-Loup               | 14,74            | 757 (2022)                        | 51                 |
| Vailhauquès                              | 34320      | CC du Grand Pic Saint-Loup               | 16,12            | 2 684 (2022)                      | 167                |
| Valflaunès                               | 34322      | CC du Grand Pic Saint-Loup               | 21,04            | 793 (2022)                        | 38                 |
| Vendémian                                | 34328      | CC Vallée de l'Hérault                   | 16,89            | 1 157 (2022)                      | 69                 |
| Villeveyrac                              | 34341      | CA Sète Agglopôle Méditerranée           | 37,12            | 3 953 (2022)                      | 106                |
| Viols-en-Laval                           | 34342      | CC du Grand Pic Saint-Loup               | 16,03            | 216 (2022)                        | 13                 |
| Viols-le-Fort                            | 34343      | CC du Grand Pic Saint-Loup               | 16,73            | 1 223 (2022)                      | 73                 |

## Historique des députations
| Législature | Début de mandat | Fin de mandat  | Député                | Parti politique | Observations |
| ----------- | --------------- | -------------- | --------------------- | --------------- | --- |
| Ire         | 9 décembre 1958 | 9 octobre 1962 | André Valabrègue      | UNR             | Mandat écourté à la suite d'une dissolution parlementaire décidée par Charles de Gaulle.                                                               |
| IIe         | 6 décembre 1962 | 2 avril 1967   | Paul Balmigère        | PCF             | |
| IIIe        | 3 avril 1967    | 30 mai 1968    | Paul Balmigère        | PCF             | Mandat écourté à la suite d'une dissolution parlementaire décidée par Charles de Gaulle.                                                               |
| IVe         | 11 juillet 1968 | 1er avril 1973 | Pierre Leroy-Beaulieu | UDR             | Maire d'Agde à partir du 26 mars 1971. |
| Ve          | 2 avril 1973    | 2 avril 1978   | Paul Balmigère        | PCF             | Maire de Béziers à partir de 1977. |
| VIe         | 3 avril 1978    | 22 mai 1981    | Paul Balmigère        | PCF             | Maire de Béziers. Mandat écourté à la suite d'une dissolution parlementaire décidée par François Mitterrand.                                           |
| VIIe        | 2 juillet 1981  | 1er avril 1986 | Paul Balmigère        | PCF             | Maire de Béziers jusqu'en 1983. |
| IXe         | 23 juin 1988    | 1er avril 1993 | Georges Frêche        | PS              | Maire de Montpellier |
| Xe          | 2 avril 1993    | 21 avril 1997  | Gérard Saumade,       | DVG,            | Président du conseil général, maire de Saint-Mathieu-de-Tréviers Mandat écourté à la suite d'une dissolution parlementaire décidée par Jacques Chirac. |
| XIe         | 12 juin 1997    | 18 juin 2002   | Gérard Saumade,       | App. MDC,       | Président du conseil général, maire de Saint-Mathieu-de-Tréviers                                                                                       |
| XIIe        | 19 juin 2002    | 19 juin 2007   | Robert Lecou,         | UMP,            | Maire de Lodève |
| XIIIe       | 20 juin 2007    | 19 juin 2012   | Robert Lecou          | UMP             | Conseiller municipal de Lodève |
| XIVe        | 20 juin 2012    | 20 juin 2017   | Frédéric Roig         | PS              | Maire de Pégairolles-de-l'Escalette, Conseiller général                                                                                                |
| XVe         | 21 juin 2017    | 21 juin 2022   | Jean-François Eliaou  | LREM            | |
| XVIe        | 22 juin 2022    | 9 juin 2024    | Sébastien Rome        | LFI (NUPES)     | Mandat écourté à la suite d'une dissolution parlementaire décidée par Emmanuel Macron.                                                                 |
| XVIIe       | 8 juillet 2024  | En cours       | Manon Bouquin         | RN              | |

## Historique des élections

### Élections de 1958
| Candidat       | Candidat             | Parti          | Premier tour | Premier tour | Second tour | Second tour |  |
| Candidat       | Candidat             | Parti          | Voix         | %            | Voix        | %           |  |
| -------------- | -------------------- | -------------- | ------------ | ------------ | ----------- | ----------- |  |
|                | René Pagès           | PCF            | 11 931       | 28,23        | 13 803      | 30,23       |  |
|                | André Valabrègue élu | UNR            | 9 892        | 23,4         | 21 516      | 47,12       |  |
|                | Roger Soulairol      | SFIO           | 8 136        | 19,25        | 10 346      | 22,66       |  |
|                | André Alibert        | Radsoc         | 6 229        | 14,74        | Retrait     | Retrait     |  |
|                | André Nougaret       | CNIP           | 4 543        | 10,75        | Retrait     | Retrait     |  |
|                | Jean Le Rond         | Extrême droite | 1 534        | 3,63         |             |             |  |
|                |                      |                |              |              |             |             |  |
| Inscrits       | Inscrits             | Inscrits       | 61 551       | 100,00       | 61 656      | 100,00      |  |
| Abstentions    | Abstentions          | Abstentions    | 18 195       | 29,56        | 15 106      | 24,5        |  |
| Votants        | Votants              | Votants        | 43 356       | 70,44        | 46 550      | 75,5        |  |
| Blancs et nuls | Blancs et nuls       | Blancs et nuls | 1 091        | 2,52         | 885         | 1,9         |  |
| Exprimés       | Exprimés             | Exprimés       | 42 265       | 97,48        | 45 665      | 98,1        |  |

Le suppléant d'André Valabrègue était Albert Bertet.

### Élections de 1962
| Candidat       | Candidat                 | Parti          | Premier tour | Premier tour | Second tour | Second tour |  |
| Candidat       | Candidat                 | Parti          | Voix         | %            | Voix        | %           |  |
| -------------- | ------------------------ | -------------- | ------------ | ------------ | ----------- | ----------- |  |
|                | André Valabrègue sortant | UNR-UDT        | 13 004       | 32,09        | 20 291      | 48,26       |  |
|                | Paul Balmigère élu       | PCF            | 12 298       | 30,35        | 21 747      | 51,72       |  |
|                | Alfred Crouzet           | SFIO           | 6 707        | 16,55        | Retrait     | Retrait     |  |
|                | Antonin-Tony Palazy      | Radsoc         | 5 673        | 14           | Retrait     | Retrait     |  |
|                | Nicolas d'Andoque        | CNIP           | 2 839        | 7,01         | 10          | 0,02        |  |
|                |                          |                |              |              |             |             |  |
| Inscrits       | Inscrits                 | Inscrits       | 62 907       | 100,00       | 62 892      | 100,00      |  |
| Abstentions    | Abstentions              | Abstentions    | 21 327       | 33,9         | 18 538      | 29,48       |  |
| Votants        | Votants                  | Votants        | 41 580       | 66,1         | 44 354      | 70,52       |  |
| Blancs et nuls | Blancs et nuls           | Blancs et nuls | 1 059        | 2,55         | 2 306       | 5,2         |  |
| Exprimés       | Exprimés                 | Exprimés       | 40 521       | 97,45        | 42 048      | 94,8        |  |

Le suppléant de Paul Balmigère était René Pagès, ancien député, maire de Bédarieux.

### Élection partielle du 2 et du 9 juin 1963
Paul Balmigère, PCF, invalidé pour abus de propagande par le Conseil constitutionnel, est réélu contre André Valabrègue.
| | Paul Balmigère sortant réélu | PCF            | 23 000 | 60,79  |  |  |  |
| | André Valabrègue             | UNR            | 14 743 | 38,97  |  |  |  |
| |                              |                |        |        |  |  |  |
| Inscrits | Inscrits                     | Inscrits       | 62 879 | 100,00 |  |  |  |
| Abstentions | Abstentions                  | Abstentions    | 23 453 | 37,3   |  |  |  |
| Votants | Votants                      | Votants        | 39 426 | 62,7   |  |  |  |
| Blancs et nuls | Blancs et nuls               | Blancs et nuls | 1 593  | 4,04   |  |  |  |
| Exprimés | Exprimés                     | Exprimés       | 37 833 | 95,96  |  |  |  |
| Source : France, Ministère de l'intérieur. Les Elections législatives . Métropole., la Documentation française, 1963 (lire en ligne) |                              |                |        |        |  |  |  |

Le suppléant de Paul Balmigère était René Pagès.

### Élections de 1967
| Candidat       | Candidat                     | Parti                     | Premier tour | Premier tour | Second tour | Second tour |  |
| Candidat       | Candidat                     | Parti                     | Voix         | %            | Voix        | %           |  |
| -------------- | ---------------------------- | ------------------------- | ------------ | ------------ | ----------- | ----------- |  |
|                | Paul Balmigère sortant réélu | PCF                       | 17 237       | 34,12        | 28 567      | 56,65       |  |
|                | André Valabrègue             | UD-Ve                     | 13 794       | 27,31        | 21 858      | 43,35       |  |
|                | Pierre Brousse               | Radical (FGDS)            | 12 905       | 25,55        | Retrait     | Retrait     |  |
|                | Pierre Bouys                 | CD (PDM)                  | 4 697        | 9,3          |             |             |  |
|                | André Troise                 | Extrême droite            | 967          | 1,91         |             |             |  |
|                | Jean Rauzy                   | Divers droite (Gaulliste) | 914          | 1,81         |             |             |  |
|                |                              |                           |              |              |             |             |  |
| Inscrits       | Inscrits                     | Inscrits                  | 66 540       | 100,00       | 66 544      | 100,00      |  |
| Abstentions    | Abstentions                  | Abstentions               | 14 716       | 22,12        | 13 466      | 20,24       |  |
| Votants        | Votants                      | Votants                   | 51 824       | 77,88        | 53 078      | 79,76       |  |
| Blancs et nuls | Blancs et nuls               | Blancs et nuls            | 1 310        | 2,53         | 2 653       | 5           |  |
| Exprimés       | Exprimés                     | Exprimés                  | 50 514       | 97,47        | 50 425      | 95          |  |

Le suppléant de Paul Balmigère était René Pagès.

### Élections de 1968
| Candidat       | Candidat                  | Parti          | Premier tour | Premier tour | Second tour | Second tour |  |
| Candidat       | Candidat                  | Parti          | Voix         | %            | Voix        | %           |  |
| -------------- | ------------------------- | -------------- | ------------ | ------------ | ----------- | ----------- |  |
|                | Paul Balmigère sortant    | PCF            | 15 248       | 29,77        | 24 094      | 49,12       |  |
|                | Pierre Leroy-Beaulieu élu | UDR (URP)      | 13 474       | 26,31        | 24 962      | 50,88       |  |
|                | Pierre Brousse            | Radical (FGDS) | 12 415       | 24,24        | Retrait     | Retrait     |  |
|                | Paul Coste-Floret         | CD (PDM)       | 10 081       | 19,68        | Retrait     | Retrait     |  |
|                |                           |                |              |              |             |             |  |
| Inscrits       | Inscrits                  | Inscrits       | 66 449       | 100,00       | 66 445      | 100,00      |  |
| Abstentions    | Abstentions               | Abstentions    | 14 531       | 21,87        | 15 017      | 22,6        |  |
| Votants        | Votants                   | Votants        | 51 918       | 78,13        | 51 428      | 77,4        |  |
| Blancs et nuls | Blancs et nuls            | Blancs et nuls | 700          | 1,35         | 2 372       | 4,61        |  |
| Exprimés       | Exprimés                  | Exprimés       | 51 218       | 98,65        | 49 056      | 95,39       |  |

Le suppléant de Pierre Leroy-Beaulieu était Jules Cruells-Capèce, Président de l'Union des commerçants d'Agde.

### Élections de 1973
| Candidat       | Candidat                      | Parti          | Premier tour | Premier tour | Second tour | Second tour |  |
| Candidat       | Candidat                      | Parti          | Voix         | %            | Voix        | %           |  |
| -------------- | ----------------------------- | -------------- | ------------ | ------------ | ----------- | ----------- |  |
|                | Paul Balmigère élu            | PCF            | 18 103       | 33,34        | 29 465      | 53,5        |  |
|                | Pierre Leroy-Beaulieu sortant | UDR (URP)      | 16 520       | 30,42        | 25 610      | 46,5        |  |
|                | Alfred Crouzet                | PS (UGSD)      | 11 380       | 20,96        | Retrait     | Retrait     |  |
|                | Pierre Guigues                | Rad (MR)       | 7 263        | 13,38        | Retrait     | Retrait     |  |
|                | Jean-Patrick Bertrand         | LO             | 1 032        | 1,9          |             |             |  |
|                |                               |                |              |              |             |             |  |
| Inscrits       | Inscrits                      | Inscrits       | 69 902       | 100,00       | 69 790      | 100,00      |  |
| Abstentions    | Abstentions                   | Abstentions    | 14 570       | 20,84        | 12 251      | 17,55       |  |
| Votants        | Votants                       | Votants        | 55 332       | 79,16        | 57 539      | 82,45       |  |
| Blancs et nuls | Blancs et nuls                | Blancs et nuls | 1 034        | 1,87         | 2 464       | 4,28        |  |
| Exprimés       | Exprimés                      | Exprimés       | 54 298       | 98,13        | 55 075      | 95,72       |  |

Le suppléant de Paul Balmigère était Maurice Verdier, Premier Secrétaire de la fédération de l'Hérault du PCF.

### Élections de 1978
| Candidat       | Candidat                     | Parti          | Premier tour | Premier tour | Second tour | Second tour |  |
| Candidat       | Candidat                     | Parti          | Voix         | %            | Voix        | %           |  |
| -------------- | ---------------------------- | -------------- | ------------ | ------------ | ----------- | ----------- |  |
|                | Paul Balmigère sortant réélu | PCF            | 21 845       | 34,14        | 34 791      | 52,83       |  |
|                | Marcel Roques                | UDF (CDS)      | 13 608       | 21,27        | 31 067      | 47,17       |  |
|                | Max Véga-Ritter              | PS             | 12 472       | 19,49        | Retrait     | Retrait     |  |
|                | Pierre Leroy-Beaulieu        | RPR            | 11 104       | 17,36        | Retrait     | Retrait     |  |
|                | André Burgos                 | diss. UDF      | 3 633        | 5,68         |             |             |  |
|                | Françoise Clément            | LO             | 1 317        | 2,06         |             |             |  |
|                |                              |                |              |              |             |             |  |
| Inscrits       | Inscrits                     | Inscrits       | 79 343       | 100,00       | 79 336      | 100,00      |  |
| Abstentions    | Abstentions                  | Abstentions    | 14 009       | 17,66        | 11 429      | 14,41       |  |
| Votants        | Votants                      | Votants        | 65 334       | 82,34        | 67 907      | 85,59       |  |
| Blancs et nuls | Blancs et nuls               | Blancs et nuls | 1 355        | 2,07         | 2 049       | 3,02        |  |
| Exprimés       | Exprimés                     | Exprimés       | 63 979       | 97,93        | 65 858      | 96,98       |  |

La suppléante de Paul Balmigère était Dominique Fresquet-Roda, employée, maire adjointe de Béziers.

### Élections de 1981
| Candidat       | Candidat                     | Parti          | Premier tour | Premier tour | Second tour | Second tour |  |
| Candidat       | Candidat                     | Parti          | Voix         | %            | Voix        | %           |  |
| -------------- | ---------------------------- | -------------- | ------------ | ------------ | ----------- | ----------- |  |
|                | Marcel Roques                | UDF (CDS)      | 21 556       | 37,85        | 26 320      | 43,97       |  |
|                | Paul Balmigère sortant réélu | PCF            | 18 702       | 32,84        | 33 542      | 56,03       |  |
|                | Max Véga-Ritter              | PS             | 16 689       | 29,31        | Retrait     | Retrait     |  |
|                |                              |                |              |              |             |             |  |
| Inscrits       | Inscrits                     | Inscrits       | 82 014       | 100,00       | 82 009      | 100,00      |  |
| Abstentions    | Abstentions                  | Abstentions    | 24 334       | 29,67        | 20 087      | 24,49       |  |
| Votants        | Votants                      | Votants        | 57 680       | 70,33        | 61 922      | 75,51       |  |
| Blancs et nuls | Blancs et nuls               | Blancs et nuls | 733          | 1,27         | 2 060       | 3,33        |  |
| Exprimés       | Exprimés                     | Exprimés       | 56 947       | 98,73        | 59 862      | 96,67       |  |

Le suppléant de Paul Balmigère était Claude Rouquairol, professeur à Agde.

### Élections de 1988
| Candidat       | Candidat                     | Parti          | Premier tour | Premier tour | Second tour | Second tour |  |
| Candidat       | Candidat                     | Parti          | Voix         | %            | Voix        | %           |  |
| -------------- | ---------------------------- | -------------- | ------------ | ------------ | ----------- | ----------- |  |
|                | Georges Frêche sortant réélu | PS             | 27 051       | 46,79        | 36 967      | 58,42       |  |
|                | François-Xavier Maistre      | RPR (URC)      | 16 454       | 28,46        | 26 306      | 41,58       |  |
|                | Jean Crès                    | FN             | 7 869        | 13,61        |             |             |  |
|                | Serge Fleurence              | PCF            | 6 441        | 11,14        |             |             |  |
|                |                              |                |              |              |             |             |  |
| Inscrits       | Inscrits                     | Inscrits       | 88 901       | 100,00       | 88 776      | 100,00      |  |
| Abstentions    | Abstentions                  | Abstentions    | 29 490       | 33,17        | 23 452      | 26,42       |  |
| Votants        | Votants                      | Votants        | 59 411       | 66,83        | 65 324      | 73,58       |  |
| Blancs et nuls | Blancs et nuls               | Blancs et nuls | 1 596        | 2,69         | 2 051       | 3,14        |  |
| Exprimés       | Exprimés                     | Exprimés       | 57 815       | 97,31        | 63 273      | 96,86       |  |

La suppléante de Georges Frêche était Gilberte Vignau-Sénès, maître de conférences à l'Ecole nationale supérieure agronomique, conseillère régionale.

### Élections de 1993
| Candidat       | Candidat               | Parti          | Premier tour | Premier tour | Second tour | Second tour |  |
| Candidat       | Candidat               | Parti          | Voix         | %            | Voix        | %           |  |
| -------------- | ---------------------- | -------------- | ------------ | ------------ | ----------- | ----------- |  |
|                | Maurice Bousquet       | RPR (UPF)      | 20 316       | 29,53        | 33 175      | 48,85       |  |
|                | Gérard Saumade élu     | diss. PS       | 14 599       | 21,22        | 34 738      | 51,15       |  |
|                | Georges Frêche sortant | PS (ADFP)      | 11 825       | 17,19        |             |             |  |
|                | Louis Pascal           | FN             | 8 196        | 11,91        |             |             |  |
|                | Jacques Garriga        | GÉ (EÉ)        | 4 840        | 7,03         |             |             |  |
|                | Michel Tali            | PCF            | 4 793        | 6,97         |             |             |  |
|                | Serge Fleurence        | SÉGA           | 1 037        | 1,51         |             |             |  |
|                | Aimé Guibert           | Divers droite  | 921          | 1,34         |             |             |  |
|                | Martine Appriou        | PT             | 641          | 0,93         |             |             |  |
|                | Maurice Cazorla        | Divers droite  | 488          | 0,71         |             |             |  |
|                | Yves Massias           | Divers         | 449          | 0,65         |             |             |  |
|                | Maria Fourcade         | LT-LNÉ         | 373          | 0,54         |             |             |  |
|                | Philippe Baume         | AP             | 328          | 0,48         |             |             |  |
|                |                        |                |              |              |             |             |  |
| Inscrits       | Inscrits               | Inscrits       | 98 869       | 100,00       | 98 850      | 100,00      |  |
| Abstentions    | Abstentions            | Abstentions    | 26 638       | 26,94        | 24 977      | 25,27       |  |
| Votants        | Votants                | Votants        | 72 231       | 73,06        | 73 873      | 74,73       |  |
| Blancs et nuls | Blancs et nuls         | Blancs et nuls | 3 425        | 4,74         | 5 960       | 8,07        |  |
| Exprimés       | Exprimés               | Exprimés       | 68 806       | 95,26        | 67 913      | 91,93       |  |

Le suppléant de Gérard Saumade était Louis Villaret, conseiller général du canton de Gignac.

### Élections de 1997
| Candidat       | Candidat                     | Parti          | Premier tour | Premier tour | Second tour | Second tour |  |
| Candidat       | Candidat                     | Parti          | Voix         | %            | Voix        | %           |  |
| -------------- | ---------------------------- | -------------- | ------------ | ------------ | ----------- | ----------- |  |
|                | Robert Lecou                 | UDF (Rad)      | 15 777       | 22,18        | 29 945      | 41,4        |  |
|                | Gérard Saumade sortant réélu | Divers gauche  | 14 348       | 20,17        | 42 392      | 58,6        |  |
|                | Hélène Mandroux              | PS             | 12 171       | 17,11        |             |             |  |
|                | Louis Pascal                 | FN             | 11 961       | 16,81        |             |             |  |
|                | Michel Tali                  | PCF            | 7 056        | 9,92         |             |             |  |
|                | Claude Duplan                | Les Verts      | 3 078        | 4,33         |             |             |  |
|                | Marie-Françoise Privat       | MPF (LDI)      | 1 979        | 2,78         |             |             |  |
|                | François Buffa               | GÉ             | 1 582        | 2,22         |             |             |  |
|                | Alain Coulet                 | PE             | 1 182        | 1,66         |             |             |  |
|                | Laurence Duverger            | PT             | 1 067        | 1,5          |             |             |  |
|                | René Delahaye                | US4J           | 935          | 1,31         |             |             |  |
|                |                              |                |              |              |             |             |  |
| Inscrits       | Inscrits                     | Inscrits       | 104 719      | 100,00       | 104 714     | 100,00      |  |
| Abstentions    | Abstentions                  | Abstentions    | 30 203       | 28,84        | 26 706      | 25,5        |  |
| Votants        | Votants                      | Votants        | 74 516       | 71,16        | 78 008      | 74,5        |  |
| Blancs et nuls | Blancs et nuls               | Blancs et nuls | 3 380        | 4,54         | 5 671       | 7,27        |  |
| Exprimés       | Exprimés                     | Exprimés       | 71 136       | 95,46        | 72 337      | 92,73       |  |

Le suppléant de Gérard Saumade était Louis Villaret, conseiller général du canton de Gignac.

### Élections de 2002
| Candidat       | Candidat             | Parti             | Premier tour | Premier tour | Second tour | Second tour |  |
| Candidat       | Candidat             | Parti             | Voix         | %            | Voix        | %           |  |
| -------------- | -------------------- | ----------------- | ------------ | ------------ | ----------- | ----------- |  |
|                | Robert Lecou élu     | UMP               | 25 612       | 32,12        | 38 112      | 52,7        |  |
|                | Hélène Mandroux      | PS                | 14 379       | 18,03        | 34 212      | 47,3        |  |
|                | France Jamet         | FN                | 11 920       | 14,95        |             |             |  |
|                | Marie Meunier        | Les Verts         | 10 724       | 13,45        |             |             |  |
|                | Manuel Diaz          | PCF               | 4 159        | 5,22         |             |             |  |
|                | Ferdinand Jaoul      | CPNT              | 4 105        | 5,15         |             |             |  |
|                | Geneviève Foulde     | LCR               | 1 473        | 1,85         |             |             |  |
|                | Félix Allary         | PRG               | 1 067        | 1,34         |             |             |  |
|                | Béatrice Négrier     | Pôle républicain  | 998          | 1,25         |             |             |  |
|                | Patrick-Marcel Henry | LT-LNÉ            | 976          | 1,22         |             |             |  |
|                | Régine Wernimont     | LO                | 630          | 0,79         |             |             |  |
|                | Eliane Belot         | MNR               | 603          | 0,76         |             |             |  |
|                | Annie Alba           | Divers            | 535          | 0,67         |             |             |  |
|                | Patrick Loudières    | MPF               | 527          | 0,66         |             |             |  |
|                | Magali Manus         | Divers écologiste | 525          | 0,66         |             |             |  |
|                | Fabrice Muret        | Divers            | 375          | 0,47         |             |             |  |
|                | Abdelfatah Dahmani   | Divers écologiste | 298          | 0,37         |             |             |  |
|                | Michel Levert        | Divers            | 274          | 0,34         |             |             |  |
|                | Éric Macia           | ND                | 232          | 0,29         |             |             |  |
|                | Abdelkader Bensaidi  | Divers            | 199          | 0,25         |             |             |  |
|                | Laurence Duverger    | Extrême gauche    | 139          | 0,17         |             |             |  |
|                |                      |                   |              |              |             |             |  |
| Inscrits       | Inscrits             | Inscrits          | 118 966      | 100,00       | 118 927     | 100,00      |  |
| Abstentions    | Abstentions          | Abstentions       | 37 203       | 31,27        | 41 692      | 35,06       |  |
| Votants        | Votants              | Votants           | 81 763       | 68,73        | 77 235      | 64,94       |  |
| Blancs et nuls | Blancs et nuls       | Blancs et nuls    | 2 013        | 2,46         | 4 911       | 6,36        |  |
| Exprimés       | Exprimés             | Exprimés          | 79 750       | 97,54        | 72 324      | 93,64       |  |

La suppléante de Robert Lecou était Françoise Fassio, directrice de la Protection maternelle et infantile de l'Hérault.

### Élections de 2007
| Candidat       | Candidat                    | Parti          | Premier tour | Premier tour | Second tour | Second tour |  |
| Candidat       | Candidat                    | Parti          | Voix         | %            | Voix        | %           |  |
| -------------- | --------------------------- | -------------- | ------------ | ------------ | ----------- | ----------- |  |
|                | Robert Lecou sortant réélu  | UMP            | 36 291       | 42,74        | 43 683      | 51,68       |  |
|                | Jean-Pierre Moure           | PS             | 23 879       | 28,12        | 40 844      | 48,32       |  |
|                | Hadj Madani                 | UDF–MoDem      | 6 033        | 7,1          |             |             |  |
|                | Yvan Garcia                 | SÉGA           | 5 509        | 6,49         |             |             |  |
|                | France Jamet                | FN             | 4 492        | 5,29         |             |             |  |
|                | Bruno Chichignoud           | Les Verts      | 2 615        | 3,08         |             |             |  |
|                | Arlette Claparède           | CPNT           | 1 569        | 1,85         |             |             |  |
|                | Olivier Cousin de Mauvaisin | LO             | 951          | 1,12         |             |             |  |
|                | Christian Clausier          | MPF            | 925          | 1,09         |             |             |  |
|                | Jean-Luc Passaro            | LT-LNÉ         | 841          | 0,99         |             |             |  |
|                | Delphine Simon              | Divers         | 841          | 0,99         |             |             |  |
|                | Ernest Comunale             | MÉI            | 743          | 0,87         |             |             |  |
|                | Élisabeth Martel            | MNR            | 231          | 0,27         |             |             |  |
|                |                             |                |              |              |             |             |  |
| Inscrits       | Inscrits                    | Inscrits       | 134 232      | 100,00       | 134 221     | 100,00      |  |
| Abstentions    | Abstentions                 | Abstentions    | 47 822       | 35,63        | 46 426      | 34,59       |  |
| Votants        | Votants                     | Votants        | 86 410       | 64,37        | 87 795      | 65,41       |  |
| Blancs et nuls | Blancs et nuls              | Blancs et nuls | 1 490        | 1,72         | 3 268       | 3,72        |  |
| Exprimés       | Exprimés                    | Exprimés       | 84 920       | 98,28        | 84 527      | 96,28       |  |

### Élections de 2012
| Candidat       | Candidat              | Parti               | Premier tour | Premier tour | Second tour | Second tour |  |
| Candidat       | Candidat              | Parti               | Voix         | %            | Voix        | %           |  |
| -------------- | --------------------- | ------------------- | ------------ | ------------ | ----------- | ----------- |  |
|                | Frédéric Roig élu     | PS                  | 19 717       | 31,82        | 32 306      | 55,39       |  |
|                | Robert Lecou sortant  | PRV (UMP)           | 15 734       | 25,39        | 26 021      | 44,61       |  |
|                | Christian Clausier    | RBM (FN)            | 10 573       | 17,06        |             |             |  |
|                | Yvan Garcia           | FG (PCF)            | 5 055        | 8,16         |             |             |  |
|                | Nadja Flank           | EÉLV                | 2 872        | 4,63         |             |             |  |
|                | Yves Piétrasanta      | GÉ (PRG)            | 2 531        | 4,08         |             |             |  |
|                | Pierrot Le Zygo       | Divers (Coluchiste) | 2 456        | 3,96         |             |             |  |
|                | Hadj Madani           | CpF (MoDem)         | 961          | 1,55         |             |             |  |
|                | Jean-Claude Martinez  | PDF                 | 531          | 0,86         |             |             |  |
|                | Anne Andrieux         | DLR                 | 375          | 0,61         |             |             |  |
|                | Bertrand Duculty      | AÉI                 | 314          | 0,51         |             |             |  |
|                | Philippe Brun         | PCD                 | 259          | 0,42         |             |             |  |
|                | Valérie Cabanne       | NPA                 | 234          | 0,38         |             |             |  |
|                | Maria-Antonieta Araya | LO                  | 135          | 0,22         |             |             |  |
|                | Marie-José Metzger    | LdM                 | 122          | 0,20         |             |             |  |
|                | Ernest Comunale       | Cap21               | 97           | 0,16         |             |             |  |
|                |                       |                     |              |              |             |             |  |
| Inscrits       | Inscrits              | Inscrits            | 103 261      | 100,00       | 103 243     | 100,00      |  |
| Abstentions    | Abstentions           | Abstentions         | 40 486       | 39,21        | 42 564      | 41,23       |  |
| Votants        | Votants               | Votants             | 62 775       | 60,79        | 60 679      | 58,77       |  |
| Blancs et nuls | Blancs et nuls        | Blancs et nuls      | 809          | 1,29         | 2 352       | 3,88        |  |
| Exprimés       | Exprimés              | Exprimés            | 61 966       | 98,71        | 58 327      | 96,12       |  |

### Élections de 2017
Les élections législatives françaises de 2017 ont eu lieu les dimanches 11 et 18 juin 2017.
|                                                                            |                                                                               |                           |                           |                          |                          |
|                                                                            |                                                                               | Premier tour 11 juin 2017 | Premier tour 11 juin 2017 | Second tour 18 juin 2017 | Second tour 18 juin 2017 |
|                                                                            |                                                                               |                           |                           |                          |                          |
|                                                                            |                                                                               | Nombre                    | % des inscrits            | Nombre                   | % des inscrits           |
| Inscrits                                                                   | Inscrits                                                                      | 112 010                   | 100,00                    | 111 985                  | 100,00                   |
| Abstentions                                                                | Abstentions                                                                   | 57 487                    | 51,32                     | 65 764                   | 58,73                    |
| Votants                                                                    | Votants                                                                       | 54 523                    | 48,68                     | 46 221                   | 41,27                    |
|                                                                            |                                                                               |                           | % des votants             |                          | % des votants            |
| Bulletins blancs                                                           | Bulletins blancs                                                              | 1 096                     | 2,01                      | 4 602                    | 9,96                     |
| Bulletins nuls                                                             | Bulletins nuls                                                                | 410                       | 0,75                      | 1 499                    | 3,24                     |
| Suffrages exprimés                                                         | Suffrages exprimés                                                            | 53 017                    | 97,24                     | 40 120                   | 86,80                    |
|                                                                            |                                                                               |                           |                           |                          |                          |
| Candidat Étiquette politique (partis et alliances)                         | Candidat Étiquette politique (partis et alliances)                            | Voix                      | % des exprimés            | Voix                     | % des exprimés           |
|                                                                            |                                                                               |                           |                           |                          |                          |
|                                                                            | Jean-François Eliaou La République en marche                                  | 16 694                    | 31,49                     | 26 360                   | 65,70                    |
|                                                                            | François Gaubert Front national                                               | 9 402                     | 17,73                     | 13 760                   | 34,30                    |
|                                                                            | Étienne Hayem La France insoumise                                             | 8 500                     | 16,03                     |                          |                          |
|                                                                            | Laurence Cristol Les Républicains (Union des démocrates et indépendants)      | 6 199                     | 11,69                     |                          |                          |
|                                                                            | Frédéric Roig (député sortant) Parti socialiste                               | 4 556                     | 8,59                      |                          |                          |
|                                                                            | Laurent Dupont Europe Écologie Les Verts                                      | 2 964                     | 5,59                      |                          |                          |
|                                                                            | Gilles Phocas Divers droite (Debout la France - Rassemblement pour la France) | 1 737                     | 3,28                      |                          |                          |
|                                                                            | Florian Vire Parti communiste français                                        | 967                       | 1,82                      |                          |                          |
|                                                                            | Manuela Viaene Divers (Union populaire républicaine)                          | 446                       | 0,84                      |                          |                          |
|                                                                            | Laurent Docon Divers gauche (Mouvement des progressistes)                     | 414                       | 0,78                      |                          |                          |
|                                                                            | Georges Scotto Di Fasano Lutte ouvrière                                       | 393                       | 0,74                      |                          |                          |
|                                                                            | Claude Feral Divers gauche (Nouvelle Donne)                                   | 289                       | 0,55                      |                          |                          |
|                                                                            | Jacques Dourau Divers droite (577-Les Indépendants)                           | 238                       | 0,45                      |                          |                          |
|                                                                            | Julie Péréa Divers (Solidarité et progrès)                                    | 145                       | 0,27                      |                          |                          |
|                                                                            | Mimose Lebon Écologiste (Mouvement 100%)                                      | 73                        | 0,14                      |                          |                          |
| Source : Ministère de l'Intérieur - Quatrième circonscription de l'Hérault |                                                                               |                           |                           |                          |                          |

### Élections de 2022
| Résultats des élections législatives des 12 et 19 juin 2022 de la 4e circonscription de l'Hérault |                          |                          |                          |              |              |             |             |
| Candidat                                                                                          | Candidat                 | Parti et coalition       | Nuance                   | Premier tour | Premier tour | Second tour | Second tour |
| Candidat                                                                                          | Candidat                 | Parti et coalition       | Nuance                   | Voix         | %            | Voix        | %           |
|                                                                                                   | Sébastien Rome           | LFI (NUPES)              | NUP                      | 16 841       | 28,06        | 26 291      | 50,65       |
|                                                                                                   | Manon Bouquin            | RN                       | RN                       | 13 633       | 22,71        | 25 617      | 49,35       |
|                                                                                                   | Jean-François Eliaou     | LREM (ENS)               | ENS                      | 12 527       | 20,87        |             |             |
|                                                                                                   | Jean-Pierre Pugens       | PS diss.                 | RDG                      | 5 139        | 8,56         |             |             |
|                                                                                                   | Alexandre Arguel         | REC                      | REC                      | 3 085        | 5,14         |             |             |
|                                                                                                   | Michel Garcia            | SE                       | DVD                      | 2 181        | 3,63         |             |             |
|                                                                                                   | Joseph Francis           | UDI (UDC)                | UDI                      | 1 724        | 2,87         |             |             |
|                                                                                                   | Jean-Noël Fleury         | RES                      | DVD                      | 1 306        | 2,18         |             |             |
|                                                                                                   | Stéphane Cassarini       | ÉAC                      | ECO                      | 1 240        | 2,07         |             |             |
|                                                                                                   | Sébastien Giai Gianetto  | PA                       | ECO                      | 645          | 1,07         |             |             |
|                                                                                                   | Roger Ducamp             | DLF (UPF)                | DSV                      | 625          | 1,04         |             |             |
|                                                                                                   | Pierre Bastide d'Izard   | LMR                      | DVD                      | 578          | 0,96         |             |             |
|                                                                                                   | Florence Larue           | LO                       | DXG                      | 308          | 0,51         |             |             |
|                                                                                                   | Julie Péréa              | S&P (RdP)                | DVG                      | 186          | 0,31         |             |             |
|                                                                                                   | Pierre Le Romain         | PP                       | DIV                      | 0            | 0,00         |             |             |
| Votes valides                                                                                     | Votes valides            | Votes valides            | Votes valides            | 60 018       | 98,19        | 51 908      | 86.58       |
| Votes blancs                                                                                      | Votes blancs             | Votes blancs             | Votes blancs             | 797          | 1,30         | 6150        | 10.26       |
| Votes nuls                                                                                        | Votes nuls               | Votes nuls               | Votes nuls               | 311          | 0,51         | 1895        | 3.16        |
| Total                                                                                             | Total                    | Total                    | Total                    | 61 126       | 100          | 59 953      | 100         |
| Abstention                                                                                        | Abstention               | Abstention               | Abstention               | 58 040       | 48,71        | 59 229      | 49.70       |
| Inscrits / participation                                                                          | Inscrits / participation | Inscrits / participation | Inscrits / participation | 119 166      | 51,29        | 119 182     | 50.30       |

### Élections de 2024
Député sortant : Sébastien Rome (La France insoumise).
| Candidat                 | Candidat                 | Parti et coalition       | Nuance                   | Premier tour | Premier tour | Second tour | Second tour |
| Candidat                 | Candidat                 | Parti et coalition       | Nuance                   | Voix         | %            | Voix        | %           |
| ------------------------ | ------------------------ | ------------------------ | ------------------------ | ------------ | ------------ | ----------- | ----------- |
|                          | Manon Bouquin            | RN                       | RN                       | 35 216       | 41,26        | 40 186      | 50,49       |
|                          | Sébastien Rome           | LFI (NFP)                | UG                       | 28 171       | 33,00        | 39 408      | 49,51       |
|                          | Jean-François Eliaou     | HOR (ENS)                | ENS                      | 19 260       | 22,56        | Retrait     | Retrait     |
|                          | Bleuette Simon           | REC                      | REC                      | 1 822        | 2,13         |             |             |
|                          | Florence Larue           | LO                       | EXG                      | 886          | 1,04         |             |             |
|                          |                          |                          |                          |              |              |             |             |
| Votes valides            | Votes valides            | Votes valides            | Votes valides            | 85 354       | 96,70        | 79 594      | 90,66       |
| Votes blancs             | Votes blancs             | Votes blancs             | Votes blancs             | 2 111        | 2,39         | 6 324       | 7,20        |
| Votes nuls               | Votes nuls               | Votes nuls               | Votes nuls               | 804          | 0,91         | 1 874       | 2,13        |
| Total                    | Total                    | Total                    | Total                    | 88 269       | 100          | 87 792      | 100         |
| Abstention               | Abstention               | Abstention               | Abstention               | 32 147       | 26,70        | 32 602      | 27,08       |
| Inscrits / participation | Inscrits / participation | Inscrits / participation | Inscrits / participation | 120 416      | 73,30        | 120 394     | 72,92       |

Dans la commune d'Usclas-du-Bosc au 1er tour, 143 bulletins valides ont été dépouillés contre 142 suffrages exprimés. L'un des candidats ci-dessus a donc obtenu en réalité une voix de moins par rapport aux résultats officiels, sans que l'on puisse identifier lequel.

#### Département de l'Hérault
- La fiche de l'INSEE de cette circonscription : « Tableaux et Analyses de la quatrième circonscription de l'Hérault », sur insee.fr, site de l'Institut national de la statistique et des études économiques (consulté le 10 juin 2007) [PDF]

- « Tous les députés du département de l'Hérault depuis 1789 », sur assemblee-nationale.fr, site de l'Assemblée nationale française (consulté le 10 juin 2007)

- « Informations contentieuses sur le département de l'Hérault (Élections législatives de 2002) »(Archive.org • Wikiwix • Archive.is • Google • Que faire ?), sur conseil-constitutionnel.fr, site du Conseil constitutionnel (consulté le 13 juin 2007)

#### Circonscriptions en France
- « Carte des circonscriptions législatives en France », sur assemblee-nationale.fr, site de l'Assemblée nationale française (consulté le 10 juin 2007)

- « Résultats électoraux officiels en France »(Archive.org • Wikiwix • Archive.is • Google • Que faire ?), sur interieur.gouv.fr, site du ministère de l'Intérieur (France) (consulté le 13 juin 2007)

- Description et Atlas des circonscriptions électorales de France sur http://www.atlaspol.com, Atlaspol, site de cartographie géopolitique, consulté le 13 juin 2007.